# Rubén Mascato
Rubén Mascato (El Grove, 21 de mayo de 1983) es un actor español de cine, teatro y televisión.

## Biografía
Empezó en el mundo de la interpretación con 13 años formando parte del grupo teatral Enxebre. A los 16 años grabó su primer largometraje dirigido por Jorge Coira, en el que interpretaba a un joven cocainómano. Llegó a Madrid a los 18 años donde estudió interpretación en Ensayo 100, Corazza y el Laboratorio de teatro William Layton.
Posteriormente se formó con Eva Lesmes en La central de cine.
Su experiencia profesional en Madrid empezó por la publicidad siendo protagonista de multitud de anuncios. Después llegaron series de televisión nacional como Hospital Central, R.I.S. científica o El comisario, pero fue en Estados Alterados Maitena donde se dio a conocer con el personaje de Max.
Ha ocupado parte de su tiempo haciendo teatro con obras como Silenciados o Terror y miseria después de la guerra.
En 2010 rueda la película Amigos, dirigida por Borja Manso y Marcos Cabotá e interviene en la serie de la TVG Matalobos.
Ese mismo año entra a formar parte de la serie de Telecinco La pecera de Eva donde da vida a Fabián en la tercera y cuarta temporada.
Compagina varios trabajos de TV y cine como Plaza de España, Yo no lo quiero hacer, Escóndete o Vacas, pocos e zapatos de tacón hasta que en el 2014 es seleccionado para participar en la adaptación teatral Fausto dirigida por Tomaz Pandur, producción del CDN que se representa en el Teatro Valle Inclán de Madrid. 
Ha formado parte del reparto de la serie de TV Cuéntame cómo pasó en la temporada 16, donde dio vida a Claudio, personaje excéntrico de la década de los 80.

## Cine
- Yo no lo quiero hacer dirigida por Jorge Cantos.
- Código de Barra dirigida por Paco Tomás y Jose Martret.
- Los exhibicionistas dirigida por Borja Manso y Marcos Cabotá.
- Escóndete dirigida por Roque Madrid.
- Entre bateas dirigida por Jorge Coira.

## Televisión
- Cuéntame cómo pasó.
- Plaza de España.
- La pecera de Eva.
- Estados Alterados Maitena.
- Matalobos.
- El comisario.
- R.I.S. científica.
- Hospital Central.

## Teatro
- Fausto dirigida por Tomaz Pandur.
- Silenciados dirigida por Gustavo del Río.
- Terror y miseria después de la guerra dirigida por Ricardo Calle.

## Enlaces de interés
- rubenmascato.com
- Instagram
- Ficha en Imdb

- Datos: Q6113298